# Geissorhiza roseoalba
Geissorhiza roseoalba ist eine Pflanzenart aus der  Familie der Schwertliliengewächse (Iridaceae).  

## Beschreibung
Es handelt sich um 15 bis 20 Zentimeter hohe, ausdauernde, krautige Pflanzen. Die dunkelbraune, holzige Knolle ist rundlich, einseitig abgeflacht, hat einen Durchmesser von 8 bis 10 Millimeter und ist mehrlagig vollständig konzentrisch aufgebaut, sie zerfällt in unregelmäßige Segmente. 
Das Niederblatt ist häutig und blass, häufig fehlt es. Die drei bis fünf aufrechten bis sichelförmig stehenden, schwertförmigen bis linealischen Blätter sind 3 bis Millimeter breit und reichen bis zum Ansatz der Ähre. Die untersten zwei bis drei Blätter sind bodenständig, die oberen sind kleiner und setzen am Stängel an, die obersten ähneln gelegentlich Tragblättern.  
Der Stängel ist aufrecht, einfach oder einmal verzweigt, in letzterem Fall von einem oberen Knoten des Stängels. Der Blütenstand ist eine ein- bis dreiblütige Ähre, die Tragblätter sind 14 bis 18 (selten bis 25) Millimeter lang (die inneren gleich lang oder etwas kürzer als die äußeren), krautig, aber oberhalb häutig und am oberen Teil oft rötlich. Die sechszähligen Blüten sind zygomorph, herabgebogen, innen weiß mit roten Markierungen am Ansatz der Blütenhüllblätter und rötlich auf der Rückseite. 
Die Blütenröhre ist 8 bis 10 Millimeter lang und zylindrisch, die Blütenhüllblätter sind 22 bis 32 Millimeter lang, 10 bis 15 Millimeter breit und länglich-rund bis umgekehrt eiförmig. Die Staubblätter sind von gleicher Form, herabhängend, 12 bis 20 Millimeter lang, die Staubbeutel 6 bis 8 Millimeter, der Pollen gelb. Der Fruchtknoten ist rund 4 Millimeter lang, der Griffel teilt sich auf Höhe der Spitze der Staubbeutel, die einzelnen Verzweigungen sind 3 bis 4 Millimeter lang und zurückgebogen.
Die Chromosomenzahl beträgt 2n=26. Blütezeit ist August bis September.

## Verbreitung
Geissorhiza roseoalba findet sich in Südafrika in der südlichen Kap-Region in den Outeniqua-, Groot Winterhoek, Baviaanskloof und Kammanassie-Bergen.

## Systematik
Geissorhiza roseoalba gehört zur Sektion Weihea in der Untergattung Weihea. 

## Nachweise
- Peter Goldblatt: Systematics of the Southern African Genus Geissorhiza (Iridaceae-Ixioideae). In: Annals of the Missouri Botanical Garden. Vol. 72, No. 2, 1985, S. 277–447.